# Fiersbach
Fiersbach é um município localizada no distrito de Altenkirchen, na associação municipal de Verbandsgemeinde Altenkirchen, no estado da Renânia-Palatinado.

## População
| - 1815 – 118 - 1835 – 153 - 1871 – 176 - 1905 – 145 - 1939 – 135 | - 1950 – 150 - 1961 – 136 - 1970 – 147 - 1987 – 159 - 2005 – 274 |